# Guerre des Zayans
La guerre de Zayan (des Zayanes) est menée entre la France et la Confédération Zayan des tribus berbères au Maroc entre 1914 et 1921 lors de la conquête française du Maroc. Le Maroc est devenu un protectorat français en 1912 et le résident général Louis-Hubert Lyautey cherche à étendre l'influence française vers l'est à travers les montagnes du Moyen Atlas vers l'Algérie française. Les Zayans s'y opposent, dirigés par Mouha ou Hammou Zayani. La guerre commence bien pour les Français, qui prennent rapidement les villes clés de Taza et Khénifra. Malgré la perte de leur base de Khénifra, les Zayans infligent de lourdes pertes aux Français, qui répliquent en constituant des groupes mobiles, formations interarmes qui mêlent infanterie, cavalerie et artillerie régulières et irrégulières en une seule force.
Le déclenchement de la Première Guerre mondiale s'avère significatif, avec le retrait des troupes pour le service en France aggravé par la perte de plus de 600 Français tués à la bataille d'Elhri. Lyautey réorganise ses forces disponibles en une « barricade vivante », composée d'avant-postes occupés par ses meilleures troupes protégeant le périmètre du territoire français avec des troupes de qualité inférieure occupant les positions d'arrière-garde. Au cours des quatre années suivantes, les Français conservent la majeure partie de leur territoire malgré les renseignements et le soutien financier fournis par les Empires centraux à la Confédération Zayanne et les raids et escarmouches continus réduisant la main-d'œuvre française.
Après la signature de l'armistice avec l'Allemagne en novembre 1918, des forces importantes de membres de la tribu sont restées opposées à la domination française. Les Français reprennent leur offensive dans la région de Khénifra en 1920, établissant une série de fortifications pour limiter la liberté de mouvement des Zayans. Ils ouvrent des négociations avec les fils de Hammou, persuadant trois d'entre eux, ainsi que beaucoup de leurs partisans, de se soumettre à la domination française. Une scission au sein de la Confédération Zayan entre ceux qui soutiennent la soumission et ceux qui s'y opposent encore conduit à des luttes intestines et à la mort de Hammou au printemps 1921. Les Français répondent par une forte attaque à trois volets dans le Moyen Atlas qui pacifie la région. Certains membres de la tribu, dirigés par Moha ou Said (en), fuient vers le Haut Atlas et poursuivent une guérilla contre les Français jusque dans les années 1930.

## Origines

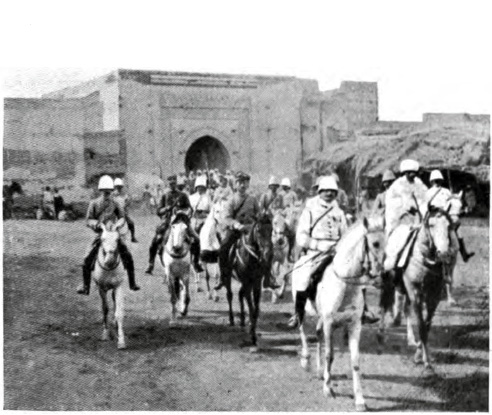
Le général Mangin entre à Marrakech le 9 septembre 1912

La signature du traité de Fès en 1912 établit un protectorat français sur le Maroc. Le traité est provoqué par le coup d'Agadir de 1911, au cours de laquelle des troupes françaises et espagnoles sont envoyées au Maroc pour réprimer une rébellion contre le sultan Abdelhafid ben Hassan. Le nouveau protectorat français est dirigé par un résident général, Louis-Hubert Lyautey, et adopte la manière traditionnelle marocaine de gouverner par le système tribal. Dès sa prise de fonction, Lyautey remplace Abdelhafid par son frère Yusef. Les tribus s'en offusquent, installant leur propre sultan, Ahmed al-Hiba, à Marrakech et capturant huit Européens. Lyautey agit rapidement contre la révolte, envoyant le général Charles Mangin et 5 000 hommes pour reprendre la ville. Les hommes de Mangin ont beaucoup de succès, sauvant les captifs et infligeant de lourdes pertes à un nombre largement supérieur de membres de la tribu pour la perte de 2 hommes tués et 23 blessés. Al-Hiba s'est échappé dans les montagnes de l'Atlas avec un petit nombre de ses partisans et s'est opposé à la domination française jusqu'à sa mort en 1919.

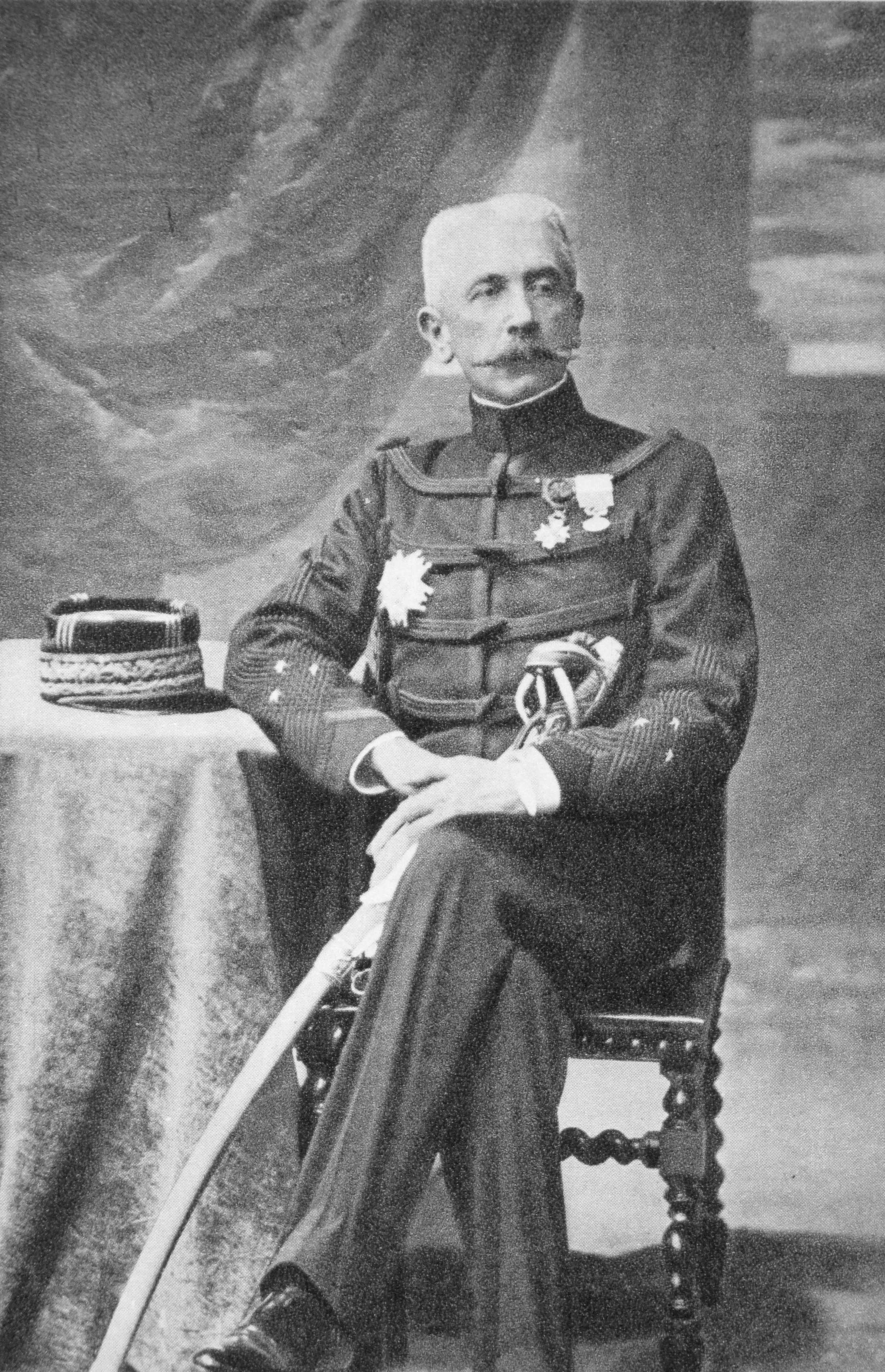
Louis-Hubert Lyautey vers 1908

Une idée populaire parmi le public en France est de posséder un tronçon ininterrompu de territoire de Tunis à l'océan Atlantique, y compris l'expansion dans le « corridor de Taza » à l'intérieur du Maroc. Lyautey y est favorable et préconisait l'occupation française des montagnes du Moyen Atlas près de Taza, par des moyens pacifiques lorsque cela est possible. Cette expansion française dans le Moyen Atlas fut fortement combattue par la « puissante trinité berbère » de Mouha ou Hammou Zayani, chef de la Confédération Zayan ; Moha ou Said, chef des Aït Ouirra ; et Ali Amhaouch, un chef religieux de la variante darqawa de l'islam répandue dans la région,.
Hammou commande entre 4 000 et 4 200 tentes et dirige les Zayans depuis 1877, s'opposant aux Français depuis le début de leur implication au Maroc. Ennemi des Français après leur destitution du sultan Abdelhafid, qui est marié à la fille de Hammou, il leur déclare une guerre sainte et intensifié les attaques de sa tribu contre les tribus pro-françaises (ou «soumises») et les convois militaires,. Said est un vieil homme, qui est tenu en règle par les membres des tribus de toute la région et était un caïd (un gouverneur local avec un pouvoir presque absolu) pour le gouvernement marocain, servant même dans l'armée du sultan Abdelaziz contre un prétendant à Taza. en 1902,,. Bien qu'initialement ouvert aux négociations avec les Français, la pression des chefs pro-guerre et la peur du ridicule de ses tribus l'en dissuadent,,. Amhaouch est un homme fort et influent, décrit par l'officier et explorateur français René de Segonzac comme l'un des « grands chefs spirituels du Maroc [et la] personnalité religieuse la plus puissante du sud-est ». Les Français tentent de persuader les Zayans de se soumettre depuis 1913 avec peu de succès; la plupart des tribus de la confédération sont restées opposées à la domination française.
Les plans de Lyautey pour prendre Taza s'étendent également à la capture de Khénifra, le quartier général de Hammou. Il est informé par son officier politique, Maurice Le Glay, que cela «l'achèverait définitivement» et couperait les Zayans du soutien des autres tribus. L'avant-poste français de la Kasba Tadla voisine est attaqué par Saïd et les négociations de paix ultérieures menées par le chef du renseignement de Lyautey, le colonel Henri Simon, n'ont guère abouti. En conséquence, Mangin est autorisé à mener un raid de représailles au camp de Saïd à El Ksiba mais, malgré de lourdes pertes, est contraint de se retirer avec la perte de 60 tués, 150 blessés et de nombreux équipements abandonnés. N'ayant réussi à faire aucune impression sur les Zayans par la négociation en mai 1914, Lyautey autorise le général Paul Henrys à prendre le commandement de toutes les troupes françaises de la région et à lancer une attaque sur Taza et Khénifra,. Henrys capture Taza en quelques jours en utilisant des unités tirées des garnisons de Fès, Meknès, Rabat et Marrakech, puis tourne son attention vers Khénifra,.

## Campagne de Khénifra

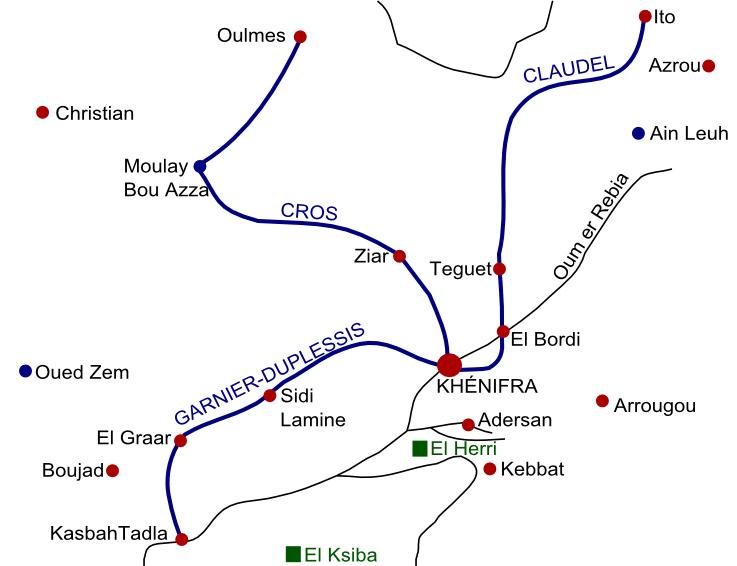
Les itinéraires des colonnes françaises qui marchent sur Khénifra

Henrys planifie son assaut sur Khénifra pour commencer le 10 juin 1914 avec l'envoi de trois colonnes de troupes, totalisant 14 000 hommes équipés de radios sans fil et soutenus par des avions de reconnaissance. Une colonne devait partir de Meknès sous les ordres du lieutenant-colonel Henri Claudel, une autre de Rabat sous les ordres du lieutenant-colonel Gaston Cros et la troisième de la Kasbah Tadla sous les ordres du colonel Noël Garnier-Duplessix. Henrys prend le commandement général, dirigeant les forces depuis une voiture blindée au sein de la colonne Claudel. Conscient qu'il connaissait peu le terrain ou l'allégeance des tribus locales, Henrys offrit un ensemble de conditions généreuses aux membres de la tribu qui se soumettaient à la domination française : ils n'auraient à rendre que leurs fusils à tir rapide et toutes les fournitures françaises capturées, et à payer une petite taxe. en échange d'une protection. Il met de côté des fonds substantiels pour soudoyer des informateurs et des chefs tribaux.
Malgré ces mesures, la colonne de Claudel est attaquée avant même de quitter Meknès, bien qu'elle soit la plus importante et destinée à faire diversion. Les forces de Hammou attaquent leur camp pendant trois nuits distinctes, infligeant des pertes d'au moins un officier et quatre hommes tués et dix-neuf blessés, mais laissant les deux autres colonnes sans opposition. Claudel lance une contre-attaque le 10 juin tandis que Hammou prépare une quatrième attaque, balayant les Zayans avec de l'artillerie et assurant peu de résistance pour sa marche vers Khénifra le lendemain. Après avoir subi quelques tirs isolés à Teguet, la cavalerie de Claudel traverse l'Oum er Rbia à el Bordj et avance jusqu'aux abords de Khénifra. Le reste de la colonne les rejoint le 12 juin, repoussant les attaques de Zayan en chemin et rencontrant les deux autres colonnes, trouvant la ville vidée de ses habitants et hissant le drapeau français. La colonne perd deux hommes tués dans la marche.

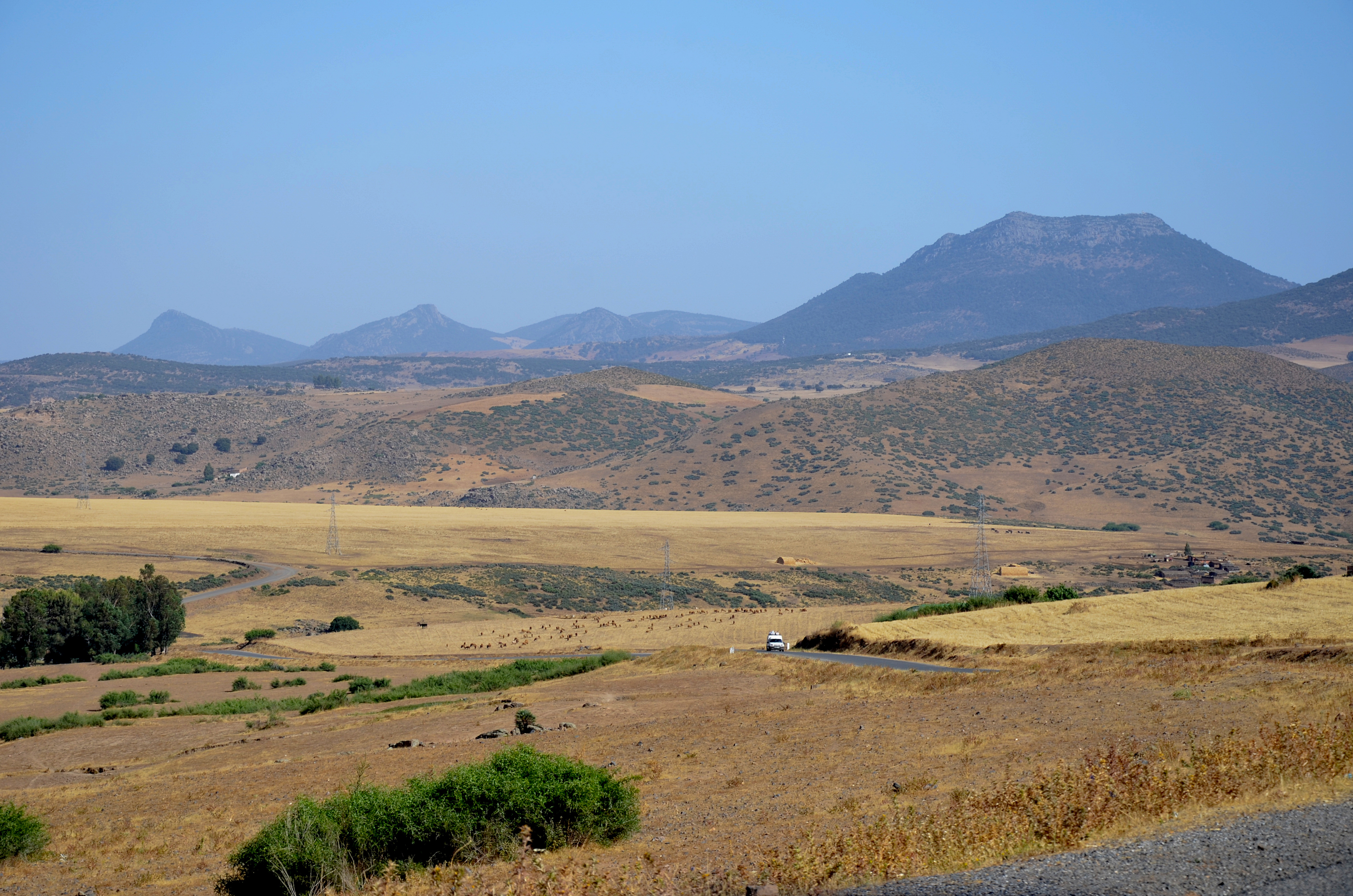
Une image moderne montrant le paysage près de Khénifra

Les colonnes subissent de fortes attaques répétées par des membres de la tribu Zayan ce jour-là, repoussées en fin d'après-midi au prix de cinq hommes tués et dix-neuf blessés. De nouvelles attaques dans les nuits du 14 au 15 juin sont repoussées par des tirs d'artillerie et de mitrailleuses, dirigés par des projecteurs. Henrys envoie deux colonnes au sud du bastion Zayan d'Adersan pour incendier des maisons, prouvant ses capacités militaires mais ne provoquant pas une confrontation décisive avec les tribus, qui sont revenues à des tactiques de guérilla. En réponse, tous les marchés sous contrôle français sont fermés aux Zayans et leurs convois commerciaux sont interceptés.
Henrys prend connaissance d'une présence Zayanne à el Bordj et envoie une colonne pour les attaquer le 31 juin. Au sud d'el Bordj, les Français essuient des tirs nourris de membres de la tribu avec des fusils modernes et ont recours à des charges à la baïonnette pour dégager la voie. La rencontre est le premier engagement majeur d'Henrys avec les Zayans et ses pertes sont élevées, 1 officier et 16 hommes tués et 2 autres officiers et 75 hommes blessés. Les pertes de Zayan sont beaucoup plus élevées: les Français comptaient au moins 140 morts restants sur le champ de bataille et considéraient la bataille comme une victoire. Henrys s'attendait à une pause d'activité pendant que les Zayans récupéraient, mais à la place Hammou intensifia ses attaques contre les Français. À peine quatre jours plus tard, une attaque contre un convoi français par 500 membres de tribus à cheval n'est repoussée qu'après plusieurs heures par d'autres charges à la baïonnette. Les pertes françaises sont à nouveau importantes avec un officier et dix hommes tués et trente hommes blessés.

### Groupes mobiles

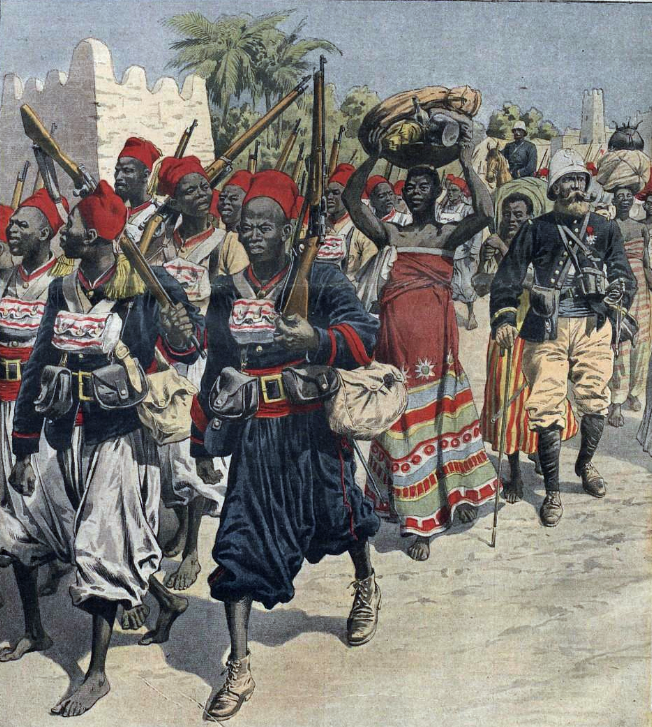
Une représentation quasi contemporaine des troupes sénégalaises en route vers le Maroc

À la lumière de l'augmentation des attaques dans la région de Khénifra, Henrys établit trois groupes mobiles, composés de troupes principalement issues de l'armée d'Afrique. Chaque groupe est conçu pour être très mobile et se composait généralement de plusieurs bataillons d'infanterie régulière (tirailleurs algériens et sénégalais ou troupes de la Légion étrangère française), d'un escadron de cavalerie (spahis algériens), de quelques batteries d'artillerie (de campagne ou de montagne), d'un section de mitrailleuses Hotchkiss et un train muletier pour le ravitaillement sous la direction générale d'un officier supérieur français,. De plus, chaque groupe mobile aurait un ou deux goums (groupes informels d'environ 200 hommes) de goumiers, auxiliaires tribaux irréguliers, sous la direction d'un officier du renseignement français. Les goums sont utilisés pour des opérations de collecte de renseignements et dans des zones de terrain difficile.
Un groupe mobile de quatre bataillons est établi à Khénifra, sous les ordres du lieutenant-colonel René Laverdure ; un basé à l'ouest sous Claudel et un à l'est sous Garnier-Duplessix. De plus, des postes fortifiés sont établis à M'Rirt et Sidi Lamine avec les zones intermédiaires patrouillées par des goumiers pour protéger les convois et les tribus soumises des attaques. L'augmentation des attaques contre Khénifra tout au long du mois de juillet, repoussée uniquement par des tirs concentrés d'artillerie et de mitrailleuses, laisse Henrys inquiet qu'une force combinée de membres de la tribu puisse menacer la ville et les tribus soumises. Cette crainte est partiellement apaisée par les défaites séparées de Hammou et Amhaouch par les groupes mobiles de Claudel et Garnier-Duplessix et par un nombre croissant d'auxiliaires devenant disponibles auprès des tribus nouvellement soumises grâce au système de conscription.
Claudel et Garnier-Duplessix reçurent l'ordre de patrouiller la rive française de l'Oum er Rbia et de tenter de séparer les Zayans du Chleuh au sud tandis que Henrys prévoyait une avancée à travers le Moyen Atlas jusqu'à la rivière Guigou. Ces opérations sont stoppées par la réduction des forces que lui impose le déclenchement de la Première Guerre mondiale en Europe.

## Première Guerre mondiale
Lyautey reçut des ordres du quartier général de l'armée à Paris le 28 juillet 1914, jour du début de la Première Guerre mondiale, demandant l'envoi de toutes les troupes disponibles en France en prévision d'une invasion allemande et le retrait de ses forces restantes vers des enclaves côtières plus défendables. Le gouvernement français justifie cette position en déclarant que "le sort du Maroc se jouera en Lorraine". Lyautey, qui perd la plupart de ses biens lorsque sa maison de Crévic est incendiée par l'avancée des forces allemandes, tenait à soutenir la défense de la France et en un mois envoie 37 bataillons d'infanterie et de cavalerie et six batteries d'artillerie à le front occidental - plus que ce qui lui est demandé,. 35 000 autres ouvriers marocains sont recrutés par Lyautey au cours de la guerre pour servir en France.

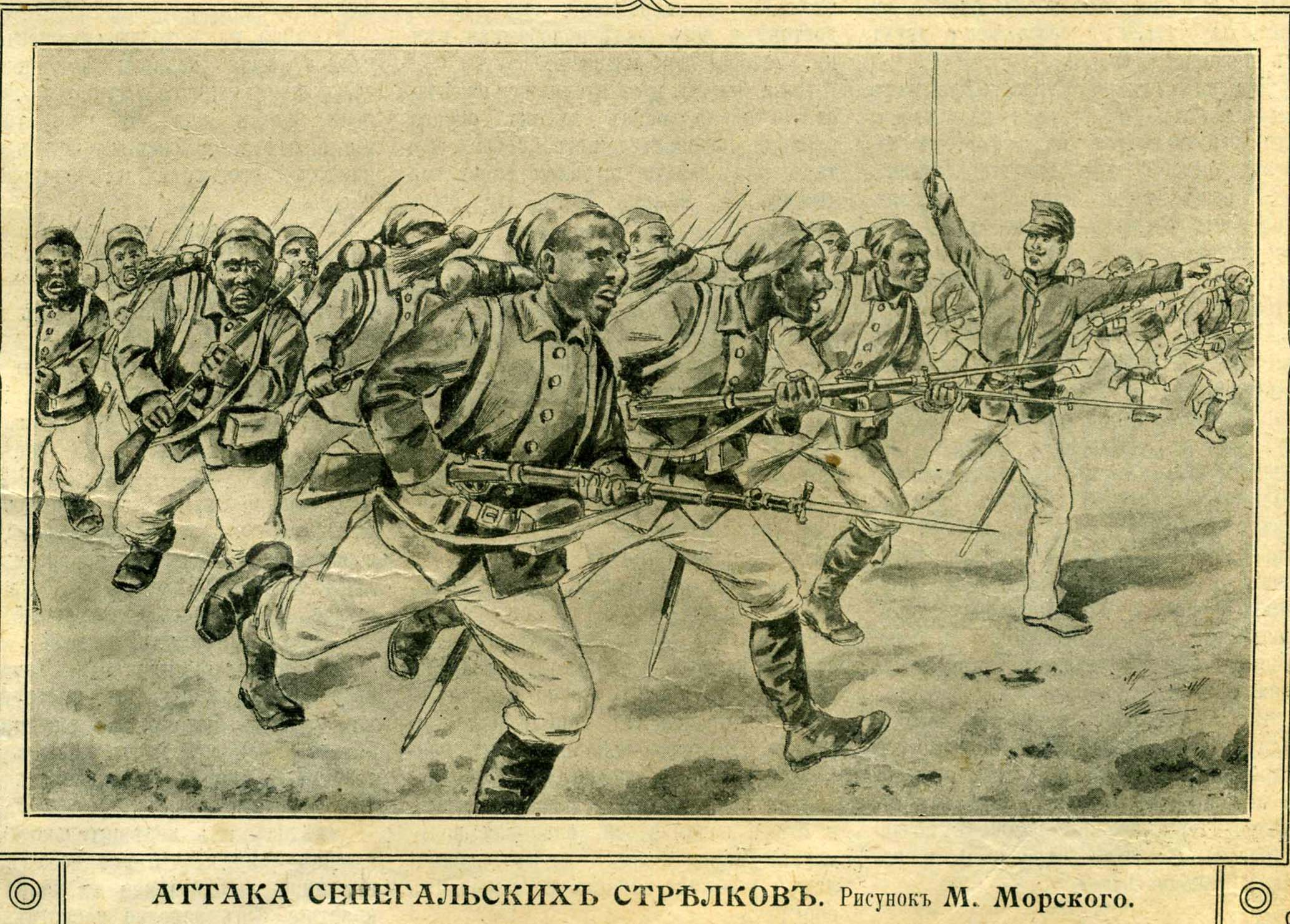
Un dessin de 1914 de tirailleurs sénégalais

Néanmoins, Lyautey ne souhaitait pas abandonner le territoire intérieur pour lequel ses hommes se sont tant battus, déclarant que s'il se retirait "un tel choc se produirait immédiatement dans tout le Maroc". ... qu'une révolte générale surgirait sous nos pieds, sur tous nos points". Avec seulement 20 bataillons de légionnaires (principalement allemands et autrichiens), des criminels militaires de l'Infanterie Légère d'Afrique, des réservistes territoriaux, des tirailleurs sénégalais et des goumiers, il passe passe de l'offensive à une stratégie à long terme de "défense active",. Lyautey retire tout le personnel non essentiel de ses garnisons arrière, fait venir des réservistes âgés de France et distribue des armes et des éléments de tenue militaire aux civils pour tenter de convaincre les tribus que l'armée française au Maroc est aussi forte qu'avant,. Lyautey qualifie ce mouvement de similaire à évider un homard tout en laissant la coquille intacte. Son plan reposait sur la tenue d'une "barricade vivante" d'avant-postes français allant de Taza au nord à travers Khénifra, Kasbah Tadla et Marrakech jusqu'à Agadir sur la côte atlantique.
Lyautey et Henrys ont l'intention de maintenir les Berbères dans leurs positions actuelles jusqu'à ce qu'ils aient des ressources suffisantes pour reprendre l'offensive. Les récentes avancées françaises et les retraits de troupes laissent Khénifra durement exposée et à partir du 4 août – jour où deux bataillons d'infanterie quittent la garnison pour la France – les tribus zaïanes lancent une attaque d'un mois sur la ville, approvisionnant des convois et retirant les troupes françaises "sans interruption",. Lyautey est déterminé à tenir Khénifra pour l'utiliser comme tête de pont pour une nouvelle expansion du territoire français et l'appelait un bastion contre les «masses berbères hostiles» dont dépendait le «maintien de [son] occupation». Les attaques contre Khénifra menaçaient le couloir de communication vital entre les forces françaises au Maroc et celles en Algérie. Pour soulager la pression sur la ville, les groupes mobiles de Claudel et Garnier-Duplessix engagent les forces de Hammou et Amhaouch à Mahajibat, Bou Moussa et Bou Arar les 19, 20 et 21 août, infligeant "des pertes considérables". Ceci, combiné au renforcement de Khénifra le 1er septembre, conduit à une réduction des attaques, diminuant à un état de «paix armée» en novembre.
Henrys commence à évoluer vers une posture plus offensive, ordonnant à des colonnes mobiles de circuler à travers le Moyen Atlas et à des compagnies montées pour patrouiller dans les plaines. Cela fait partie de son plan pour maintenir la pression sur Hammou, qu'il considère comme la cheville ouvrière de la Confédération Zayan "artificielle" et responsable de leur résistance continue,. Henrys comptait sur le début de l'hiver pour forcer les Zayans à quitter les montagnes vers leurs pâturages de plaine où ils pourraient être confrontés ou persuadés de se rendre. Dans certains cas, la guerre aide Lyautey, lui permettant une plus grande liberté dans sa stratégie globale, un meilleur accès au financement et l'utilisation d'au moins 8 000 prisonniers de guerre allemands pour construire des infrastructures essentielles,. En outre, la fierté nationale accrue conduit de nombreux immigrants français d'âge moyen au Maroc à s'enrôler dans l'armée et, même s'ils sont de mauvaise qualité au combat, Lyautey peut utiliser ces hommes pour maintenir l'apparence d'une grande force sous son commandement.

### Bataille d'Elhri

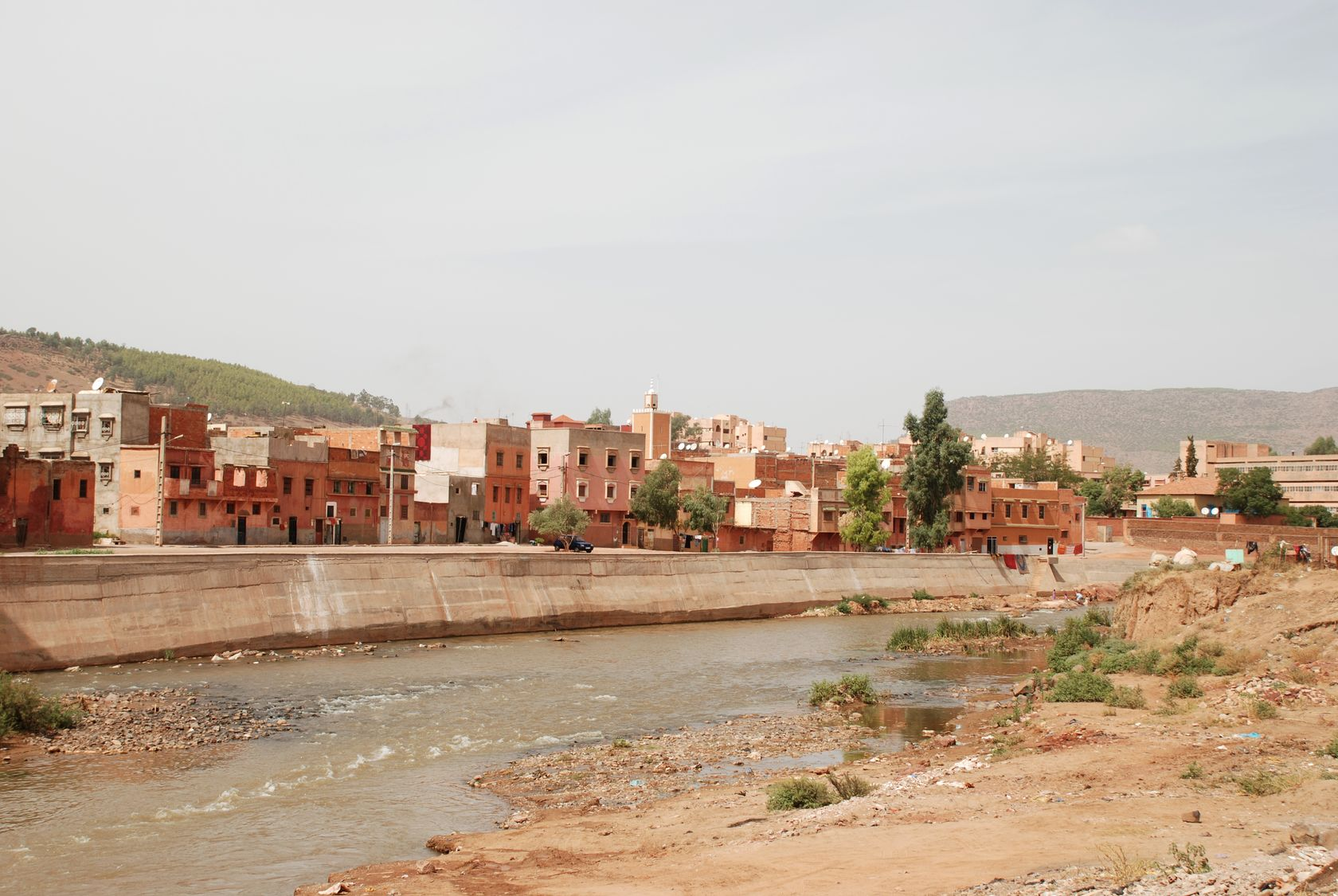
Une image moderne de l'Oum er Rbia à Khénifra

Lorsque Henrys réussit à repousser les attaques contre Khénifra, il croyait avoir le dessus, ayant prouvé que les forces françaises réduites pouvaient résister aux membres de la tribu. Les Zayans sont maintenant contenus dans un triangle formé par la rivière Oum er Rbia, la rivière Serrou et les montagnes de l'Atlas, et sont déjà en conflit avec les tribus voisines sur les meilleures terres d'hivernage. Hammou décide d'hiverner au petit village d'Elhri, à 15km de Khénifra, et y établit un camp d'environ 100 tentes. Hammou s'est vu promettre des pourparlers de paix par les Français, et Lyautey refusa à deux reprises à Laverdure la permission de l'attaquer et lui ordonna de rester sur la rive française de l'Oum er Rbia,. Le 13 novembre, Laverdure décide de désobéir à ces ordres et marche vers Elhri avec presque toute sa force, quelque 43 officiers et 1 187 hommes avec de l'artillerie et des mitrailleuses de soutien. Cela représentait moins de la moitié de la force dont il disposait en septembre, la dernière fois qu'on lui refuse l'autorisation d'attaquer.
La force de Laverdure surprend le camp de Zayan, presque vide de combattants, à l'aube. Une charge de cavalerie française, suivie d'infanterie, réussit à nettoyer le camp. Après avoir capturé deux des épouses de Hammou et pillé les tentes, les Français sont repartis vers Khénifra. Les Zayans et d'autres tribus locales, comptant finalement 5 000 hommes, commencent à converger vers la colonne française et commencent à harceler ses flancs et son arrière,,. L'artillerie française s'est avérée inefficace contre les tirailleurs dispersés et à la rivière Chbouka, les batteries d'arrière-garde et de canon se sont retrouvées coupées et envahies. Laverdure détache une petite colonne de troupes pour emmener ses blessés à Khénifra, restant en arrière avec le reste de la force. Les troupes restantes de Laverdure sont encerclées par les Zayans et sont anéanties par une attaque massive de "plusieurs milliers" de membres de la tribu,.
Les blessés et leur escorte atteignirent Khénifra sains et saufs à midi, dépassant de peu leurs poursuivants, qui se sont arrêtés pour piller les morts français. Cette force de 431 hommes valides et 176 blessés sont les seuls survivants français de la bataille. Les Français perdent 623 hommes sur le champ de bataille, tandis que 182 Zayan sont tués. Les troupes françaises perdent 4 mitrailleuses, 630 armes légères, 62 chevaux, 56 mules, tout leur matériel d'artillerie et de camping et une grande partie de leurs effets personnels.

### Après Elhri

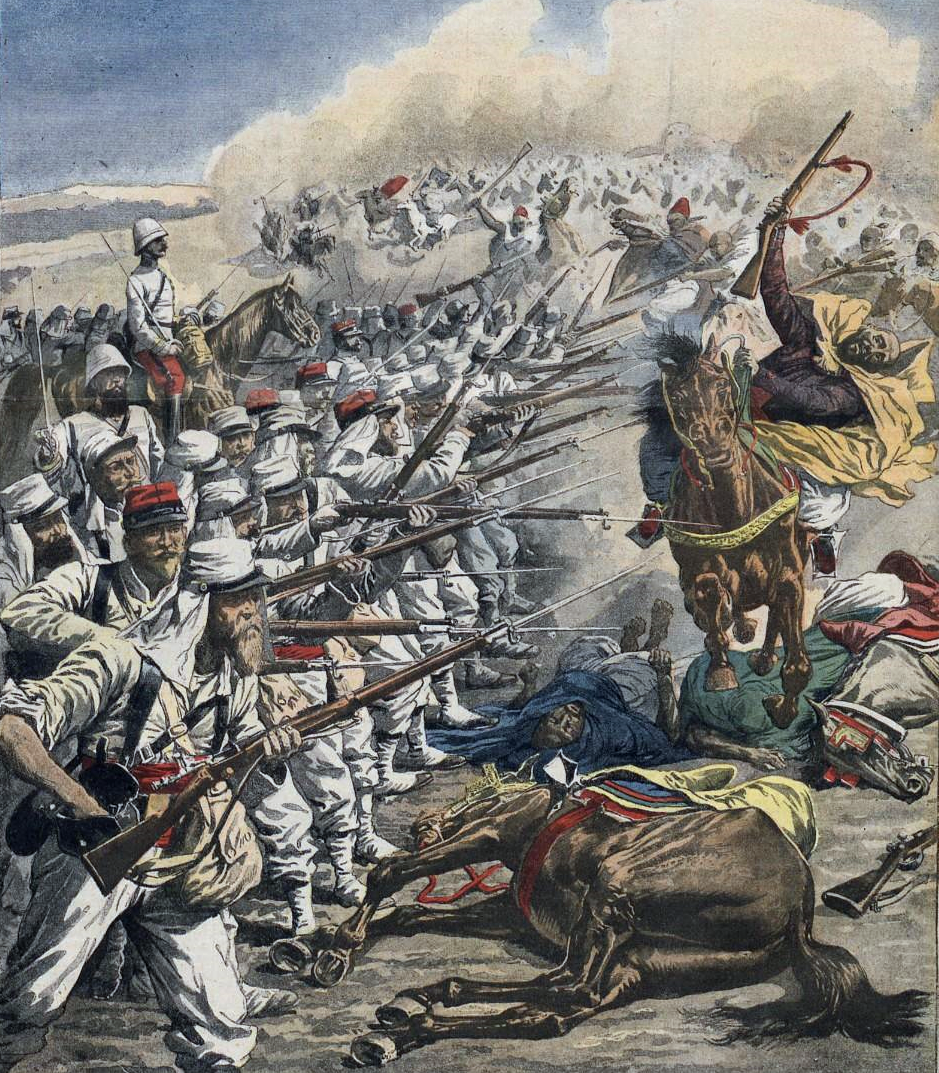
Un dessin montrant des troupes de la Légion étrangère française en action contre des membres d'une tribu au Maroc

La perte de la colonne d'Elhri, la défaite la plus sanglante d'une force française au Maroc, laisse Khénifra presque sans défense. L'officier supérieur de garnison, le capitaine Pierre Kroll, n'a que trois compagnies d'hommes pour protéger la ville,. Il réussit à informer Lyautey et Henrys de la situation par télégraphe avant que la ville ne soit assiégée par les Zayans,. Henrys déterminé à agir rapidement contre les Zayans pour empêcher la défaite de Laverdure de mettre en péril la présence française au Maroc, envoyant le groupe mobile de Garnier-Duplessix à Khénifra et formant un autre groupe en soutien à Ito sous le lieutenant-colonel Joseph Dérigoin,. Garnier-Duplessix s'est frayé un chemin jusqu'à la ville, l'a relevée le 16 novembre et est rejoint par Henrys peu de temps après. Le 6e bataillon du 2e régiment de la Légion étrangère française atteint également la ville, après avoir repoussé les attaques de Zayan lors de leur marche depuis M'Rirt. Henrys mène des excursions de Khénifra à Elhri comme une démonstration de force et pour enterrer leurs morts, dont certains sont pris comme trophées par Hammou pour encourager le soutien d'autres tribus.
La victoire de Zayan à Elhri, combinée à la lenteur des progrès français sur le front occidental et au rapprochement de l'Empire ottoman musulman avec les puissances centrales, conduit à une augmentation des recrues pour les tribus et à une plus grande coopération entre Hammou, Amhaouch et Said. Pour contrer cela, Henrys entreprit une réorganisation de ses forces, formant trois districts militaires centrés sur Fès, Meknès et Tadla-Zayan (la région de Khénifra), ce dernier sous le commandement de Garnier-Duplessix. Henrys visait à maintenir la pression sur Hammou par un blocus économique et la fermeture des marchés aux tribus non soumises. Il impose une peine de guerre, sous forme d'argent, de chevaux et de fusils, aux tribus soumises, estimant que leur soumission ne durerait que si elles la payaient. Peu de tribus acceptent l'offre d'Henrys et les Zayans continuent à traverser la Rbia et à attaquer les patrouilles françaises.
Les Français reprennent l'offensive en mars avec le groupe de Dérigoin balayant la rive française de la Rbia, au nord de Khénifra, et Garnier-Duplessix la gauche. Dérigoin n'a affronté et chassé qu'une petite force Zayanne, mais Garnier-Duplessix fait face à une force plus importante - ses troupes sont presque envahies par un grand groupe monté mais réussissent à les repousser, infligeant de "graves pertes" en échange des pertes françaises d'un homme tués et huit blessés. Garnier-Duplessix traverse de nouveau la Rbia en mai pour confisquer les récoltes et y est attaqué par une force de 4 à 5 000 membres de la tribu à Sidi Slimane, près de Kasbah Tadla,. Il les repousse avec de l'artillerie et contre-attaque avec succès au cours d'un engagement de deux jours, tuant 300 des assaillants et en blessant 400 au prix de 3 morts et 5 blessés français,. Cette victoire restaure l'image de la supériorité française et conduit à une augmentation des soumissions tribales, au retrait des forces de Saïd plus loin dans les montagnes et à une période de paix relative de six mois. En reconnaissance de cela, Garnier-Duplessix est promu major-général.
La paix est rompue le 11 novembre 1915 par une attaque contre un convoi de ravitaillement à destination de Khénifra par 1 200 à 1 500 Zayans et membres des tribus alliées. Les Marocains se pressent à moins de 50 mètres (54,680665 yards) des Français, et Garnier-Duplessix, aux commandes du convoi, est contraint de recourir à la baïonnette pour les repousser. Les pertes françaises se sont élevées à seulement 3 tués et 22 blessés, mais Henrys est préoccupé par l'influence que Hammou continuait d'exercer sur les autres tribus berbères. En représailles, Henrys emmène les deux groupes mobiles à travers la Rbia et bombarde le camp de Zayan, faisant des victimes mais faisant peu d'impression sur leur volonté de se battre. Les Zayans repassèrent la Rbia en janvier 1916, campant en territoire français et attaquant les tribus soumises. Sentant que ses communications avec Taza sont menacées, Henrys retira ses groupes dans la région de Khénifra, tous deux attaqués en cours de route. À M'Rirt, une attaque importante de Zayan est repoussée avec 200 victimes mais les Français subissent la perte d'un officier et de 24 hommes tués et 56 blessés.

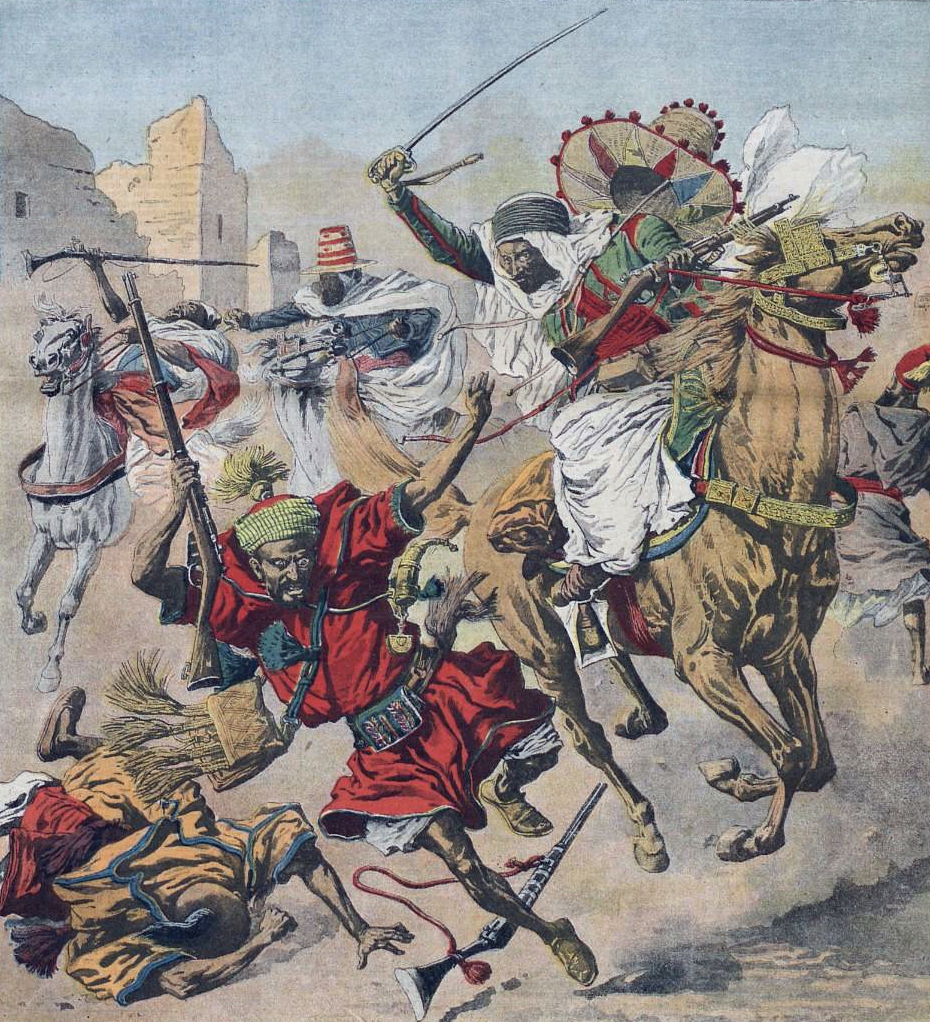
Un dessin de 1907 de goumiers à cheval attaquant des membres d'une tribu marocaine

Lyautey réussit à conserver le territoire qu'il conquiert avant la guerre mais est d'avis qu'il ne pouvait plus avancer sans risquer un conflit de montagne "extrêmement douloureux". Il doit faire retirer ses troupes pour servir sur le front occidental et se retrouver avec ce qu'il décrit comme "des dégénérés et des parias", une perte seulement partiellement atténuée par l'expansion des unités tribales irrégulières à 21 goums en force,. Henrys accepta une offre de poste en France et fut remplacé par le colonel Joseph-François Poeymirau, un fervent partisan de Lyautey qui sert comme commandant en second d'Henrys à Meknès. Lyautey se voit offrir le poste de ministre de la Guerre à l'invitation du Premier ministre Aristide Briand, qu'il accepte le 12 décembre 1916,. Lyautey est remplacé, à sa demande, par le général Henri Gouraud, qui a l'expérience des combats aux côtés de Lyautey au Maroc et qui vient de rentrer des Dardanelles, où il perd son bras droit,. Lyautey est rapidement devenu désillusionné par la tactique française en Europe, la désunion qui prévalait entre les Alliés et sa position de figure de proue symbolique du gouvernement,.
Lyautey retrouve son ancien poste au Maroc fin mai et décide immédiatement d'une nouvelle stratégie. Il concentra ses forces dans la vallée de la Moulouya, persuadé que la soumission des tribus de cette région conduirait à l'effondrement de la résistance Zayanne,,. En préparation de cette nouvelle offensive, Poeymirau établit un poste français à El Bekrit, sur le territoire Zayan, et force la soumission de trois tribus locales. Il utilisa ensuite ce poste pour protéger ses flancs lors d'une avancée vers le sud-est dans la vallée, dans l'intention de rencontrer une colonne dirigée par le colonel Paul Doury, avançant vers le nord-ouest depuis Boudenib. Un camp défensif fut bientôt établi à Kasbah el Makhzen, et Doury commença la construction d'une route qu'il promettait de pouvoir traverser en transport motorisé d'ici 1918.
À la fin de 1917, les camions motorisés sont capables de traverser une grande partie de la route, permettant aux Français de déplacer rapidement des troupes vers les zones en difficulté et d'approvisionner leurs garnisons de l'est du Maroc depuis l'ouest plutôt que sur de longues routes depuis les dépôts algériens. Une route secondaire est construite, menant vers le sud à partir de la première le long de la rivière Ziz, qui permet à Doury d'atteindre Er-Rich dans le Haut Atlas, et des postes importants sont établis à Midelt et Missour. Les Zayans refusent d'être entraînés à attaquer les postes fortifiés que les Français construisent le long de leurs nouvelles routes, bien que d'autres tribus aient lancé des attaques cet été-là après des rumeurs de défaites françaises sur le front européen. Dans un cas, à la mi-juin, il faut trois jours à l'ensemble du groupe de Poeymirau pour reprendre le contrôle de la route après une attaque.
Doury élargit le théâtre des opérations, contre les ordres de Lyautey, en établissant une mission française à Tighmert, dans la région de Tafilalt, en décembre 1917 en réaction à une rumeur de présence allemande. La terre ici, principalement désertique, est presque sans valeur pour les Français et Lyautey tenait à ce que ses subordonnés se concentrent sur la vallée de la Moulouya, plus précieuse. Les tribus locales résistent à la présence française, tuant un traducteur travaillant à la mission en juillet 1918. Doury cherche à venger cet acte le 9 août en engageant jusqu'à 1 500 membres de la tribu, dirigés par Sidi Mhand n'Ifrutant, à Gaouz avec une force française plus petite comprenant de l'artillerie et un soutien aérien. Entrant dans une épaisse oasis de palmiers dattiers ressemblant à une jungle, un sous-groupe de la force de Doury subit une action serrée et acharnée, entravée par l'épuisement et de mauvaises lignes d'approvisionnement. L'ensemble de la force subit des pertes de 238 hommes tués et 68 blessés, les pires pertes françaises depuis la catastrophe d'Elhri, et perd une grande partie de son équipement et de ses moyens de transport. Lyautey doutait de l'affirmation de Doury d'avoir presque anéanti son ennemi et, en réponse, le châtia pour son action téméraire dans «cette zone la plus périphérique» et le plaça sous le commandement direct de Poeymirau. Ainsi, alors que la guerre en Europe touchait à sa fin au début de l'été 1918, les Français restaient aux abois au Maroc. Malgré la mort d'Ali Amhaouch de causes naturelles, un nombre important de membres de la tribu sous la direction de Hammou et Said continuent à s'opposer à eux.

### Les puissances centrales au Maroc

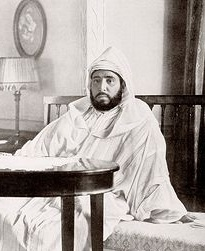
L'ancien sultan Abdelhafid en 1914

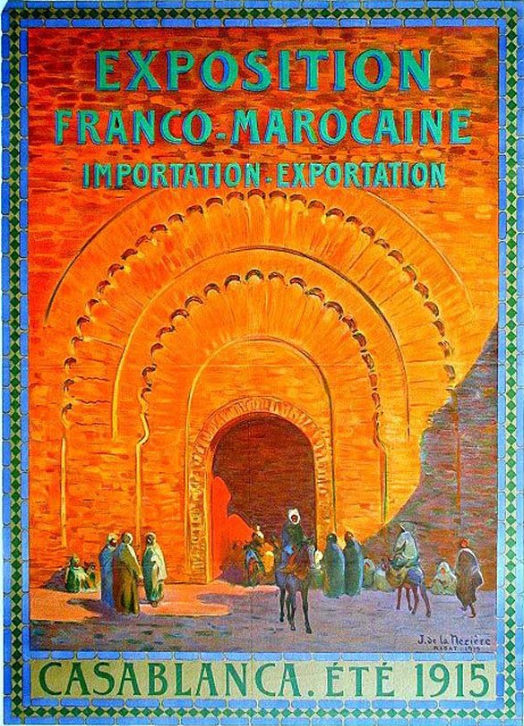
Affiche publicitaire de la Foire de Casablanca de 1915

Les puissances centrales tentent d'inciter à des troubles dans les territoires alliés d'Afrique et du Moyen-Orient pendant la guerre, dans le but de détourner les ressources militaires du front occidental. Les renseignements allemands identifient l'Afrique du Nord-Ouest comme le "talon d'Achille" des colonies françaises, et y encourager la résistance devenait un objectif important. Leur implication commence en 1914, les Allemands tentant de trouver un chef marocain approprié qu'ils pourraient utiliser pour unir les tribus contre les Français. Leur choix initial, l'ancien sultan Abdelaziz, refuse de coopérer et s'est déplacé vers le sud de la France pour empêcher toute nouvelle approche. Au lieu de cela, ils entament des négociations avec son successeur Abdelhafid. Il coopère d'abord avec les Allemands, renonçant à son ancienne position pro-alliée à l'automne 1914 et se déplaçant à Barcelone pour rencontrer des responsables d'Allemagne, de l'Empire ottoman et de la résistance marocaine. Pendant ce temps, il vendait également des informations aux Français. Ces loyautés mitigées sont révélées lorsqu'il refuse de monter à bord d'un sous-marin allemand en direction du Maroc, et les puissances centrales décident qu'il n'est plus d'aucune utilité. Abdelhafid tente alors d'extorquer de l'argent aux services de renseignement français, qui répondent en arrêtant sa pension et en organisant son internement à El Escorial. Il reçoit une allocation de l'Allemagne en échange de son silence sur la question.
L'incapacité à trouver un chef approprié amène les Allemands à modifier leurs plans d'une insurrection généralisée au Maroc à un soutien à plus petite échelle du mouvement de résistance existant. Le soutien allemand comprenait la fourniture de conseillers militaires et de déserteurs de la Légion étrangère aux tribus ainsi que de l'argent, des armes et des munitions. L'argent (en pesetas et en francs) est introduit en contrebande au Maroc depuis l'ambassade d'Allemagne à Madrid. L'argent est transféré à Tétouan ou Melilla par bateau ou par télégraphe avant d'être acheminé clandestinement vers les tribus, qui recevaient chacune jusqu'à 600 000 pesetas par mois. Les armes sont arrivées par des routes établies de longue date depuis l'espagnol Larache ou bien achetées directement auprès de trafiquants d'armes français ou de troupes espagnoles corrompues. Les Allemands ont du mal à obtenir des ressources pour les Zayans dans le Moyen Atlas en raison des distances impliquées et la plupart de ce qui traverse est allé aux forces de Said. Les tentatives allemandes de distribuer des fournitures à l'intérieur des terres sont frustrées lorsque de nombreuses tribus amassent les meilleures ressources. Les munitions sont restées rares dans le Moyen Atlas et beaucoup sont contraints de compter sur la poudre à canon et les cartouches fabriquées localement.
L'Empire ottoman soutient les membres des tribus marocaines pendant cette période, leur ayant fourni une formation militaire depuis 1909. Ils coopèrent avec les services de renseignement allemands pour rédiger et diffuser de la propagande en arabe, en français et dans le dialecte berbère du Moyen Atlas. Une grande partie de l'effort de renseignement ottoman est coordonnée par des agents arabes opérant depuis l'ambassade de Madrid et au moins deux membres du personnel diplomatique ottoman sont connus pour avoir servi activement avec les tribus du Maroc pendant la guerre. Les efforts ottomans au Maroc sont entravés par des divisions internes au sein du personnel, des désaccords avec leurs alliés allemands et le déclenchement de la révolte arabe en 1916, avec laquelle certains membres du personnel de l'ambassade sympathisent. Ces problèmes conduisent de nombreux corps diplomatiques ottomans en Espagne à partir pour l'Amérique en septembre 1916, mettant fin à de nombreuses opérations ottomanes importantes au Maroc.
Les forces de renseignement françaises travaillent dur pour combattre les puissances centrales et gagner le soutien du peuple marocain. Une série d'expositions commerciales, comme la Foire de Casablanca de 1915, sont organisées pour démontrer la richesse de la France et les bienfaits de la coopération. En plus d'intensifier leur campagne de propagande et d'augmenter l'utilisation de pots-de-vin pour convaincre les tribus de se soumettre, les Français établissent des marchés dans leurs avant-postes militaires et paient des Marocains pour entreprendre des travaux publics. Les érudits islamiques sont encouragés à émettre des fatwās soutenant la déclaration d'indépendance du sultan marocain vis-à-vis de l'Empire ottoman.
Des agents de renseignement français et britanniques coopèrent au Maroc français et espagnol et à Gibraltar, traquant les agents ottomans et allemands, infiltrant les conseillers envoyés aux tribus et travaillant pour arrêter le flux d'armes,. Les citoyens allemands au Maroc sont soumis à un examen minutieux et quatre sont exécutés quelques jours après le début de la guerre. Les Français brisent les codes utilisés par l'ambassade d'Allemagne et peuvent lire presque toutes les communications envoyées de là à l'état-major général à Berlin. Les pots-de-vin versés au personnel de la mission ottomane en Espagne permettent d'obtenir des renseignements sur les plans des puissances centrales pour le Maroc.
Bien que les efforts des puissances centrales aient provoqué une résurgence de la résistance contre la domination française, ils sont largement inefficaces, en deçà des objectifs des planificateurs d'un jihad généralisé,. Les désordres civils de masse sont peu nombreux, la France n'est pas tenue de renforcer les troupes stationnées au Maroc et l'exportation de matières premières et de main-d'œuvre pour l'effort de guerre se poursuit. Bien qu'ils n'aient jamais été en mesure d'endiguer complètement le flux d'armes, malgré des efforts considérables, les Français peuvent limiter l'approvisionnement en mitrailleuses et en artillerie. Les tribus n'ont donc pas pu affronter les Français en confrontation directe et doivent continuer à compter sur des embuscades et des raids. Cela contrastait avec l'expérience espagnole de la guerre du Rif de 1920 à 1926, au cours de laquelle les tribus ayant accès à de telles armes peuvent infliger des défaites à l'armée espagnole sur le terrain, comme lors de la bataille d'Annual.

## Conflits d'après-guerre

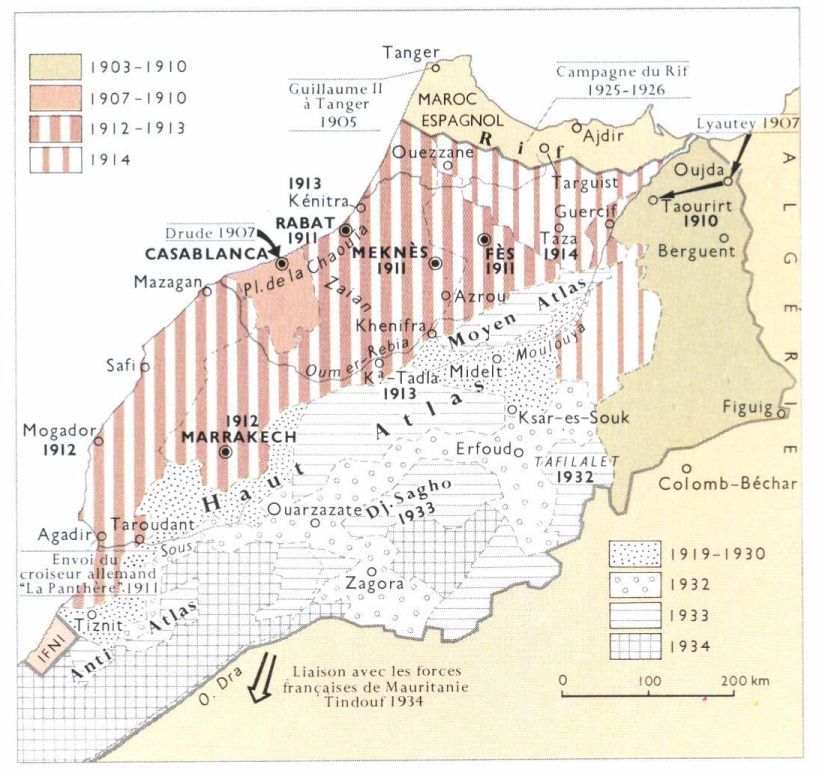
Carte illustrant la pacification par étapes du Maroc jusqu'en 1934

Les lourdes pertes françaises à la bataille de Gaouz encouragent une augmentation de l'activité tribale dans le sud-est du Maroc, menaçant la présence française à Boudenib. Poeymirau est contraint de retirer les garnisons des postes périphériques du Tafilalt, y compris celui de Tighmert, pour concentrer ses forces et réduire le risque de nouvelles catastrophes. Lyautey n'autorisa qu'une série d'offensives limitées, comme le rasage de villages et de jardins, dont le but premier est de souligner la supériorité militaire française. Les Français ont du mal à déplacer des troupes à travers les cols de montagne depuis la vallée de la Moulouya en raison des fortes chutes de neige et des attaques contre leurs colonnes, et Lyautey, à son grand embarras, est contraint de demander des renforts à l'Algérie. En octobre, la situation s'est stabilisée au point que Poeymirau put retirer ses troupes à Meknès, mais un soulèvement à grande échelle en janvier 1919 força son retour. Poeymirau a vaincu n'Ifrutant au combat à Meski le 15 janvier, mais est grièvement blessé à la poitrine par l'explosion accidentelle d'un obus d'artillerie et est contraint de remettre le commandement au colonel Antoine Huré. Lyautey reçoit l'aide de Thami El Glaoui, un chef de tribu que Lyautey fait Pacha de Marrakech après le soulèvement de 1912. El Glaoui devait sa richesse croissante (à sa mort en 1956, il est l'un des hommes les plus riches du monde) à la corruption et à la fraude, que les Français toléraient en échange de son soutien. Ainsi engagé dans la cause de Lyautey, El Glaoui dirige une armée de 10 000 hommes, la plus grande force tribale marocaine jamais vue, à travers l'Atlas pour vaincre les membres de la tribu anti-français dans les gorges du Dadès et pour renforcer la garnison de Boudenib le 29 janvier. Le soulèvement est terminé le 31 janvier 1919.
Le conflit dans le Tafilalt détourne les Français de leurs principaux objectifs de guerre, drainant des renforts français en échange de peu de gains économiques et établissant des comparaisons avec la récente bataille de Verdun. En effet, les Zayans sont encouragés par les pertes françaises dans la région à renouveler leurs attaques contre les postes de garde le long de la route trans-Atlas. Les Français continuaient d'espérer une fin négociée du conflit et sont en pourparlers avec les proches parents de Hammou depuis 1917. En effet, son neveu, Ou El Aidi, propose sa soumission en échange d'armes et d'argent mais est refusé par les Français qui le soupçonnaient de vouloir se battre avec son cousin, le fils de Hammou, Hassan. En l'absence de progrès dans ces négociations, Poeymirau s'est déplacé contre les tribus au nord et au sud de Khénifra en 1920, le front dans cette zone étant resté statique pendant six ans. Des troupes sont amenées de Tadla et de Meknès pour établir des blockhaus et des réserves mobiles le long de la Rbia afin d'empêcher les Zayans de traverser pour utiliser les pâturages. Les Français s'y sont opposés vigoureusement mais établissent finalement trois blockhaus et forcé certaines des tribus locales à se soumettre. Les succès français dans la région de Khénifra persuadèrent Hassan et ses deux frères de se soumettre aux Français le 2 juin 1920, après avoir restitué une partie du matériel capturé à Elhri,. Hassan fut bientôt nommé pacha de Khénifra et ses 3 000 tentes furent placées sous protection française dans une zone d'occupation élargie autour de la Rbia.
À la suite de la soumission de ses fils, Hammou conserve le commandement de seulement 2 500 tentes et au printemps 1921 est tué dans une escarmouche avec d'autres tribus Zayannes qui s'opposaient à une résistance continue. Les Français en profitent pour lancer un assaut sur le dernier bastion de la résistance Zayanne, situé près d'El Bekrit. En septembre, une attaque sur trois fronts est lancée: le général Jean Théveney s'est déplacé vers l'ouest depuis la colonie d'El Bekrit, le colonel Henry Freydenberg s'est déplacé vers l'est depuis Taka Ichian et un troisième groupe de membres de la tribu soumis sous Hassan et ses frères participe. Théveney rencontre la résistance des Zayans dans sa région mais Freydenberg est presque sans opposition et en quelques jours toute résistance est réprimée. Après sept ans de combats, la guerre de Zayan prend fin, bien que Lyautey ait poursuivi son expansion dans la région, promettant d'avoir tout le "Maroc utile" sous contrôle français d'ici 1923 .
Au printemps 1922, Poeymirau et Freydenberg lancèrent des attaques dans les sources de la Moulouya dans le Moyen Atlas occidental et réussirent à vaincre Saïd, le dernier membre survivant du triumvirat berbère, à El Ksiba en avril 1922. Saïd est contraint de fuir, avec une grande partie de la tribu Aït Ichkern, vers les plus hautes montagnes du Moyen Atlas puis dans le Haut Atlas. Lyautey obtint alors la soumission de plusieurs autres tribus, construisit de nouveaux postes militaires et améliora ses routes de ravitaillement ; en juin 1922, il maîtrise toute la vallée de la Moulouya et pacifié une grande partie du Moyen Atlas. Limité en nombre par la démobilisation rapide d'après-guerre et les engagements dans les garnisons en Allemagne, il décida de ne pas traverser le terrain difficile du Haut Atlas mais d'attendre que les tribus se lassent de la guérilla et se soumettent,. Said ne l'a jamais fait, mourant au combat contre un groupe mobile en mars 1924, bien que ses partisans aient continué à causer des problèmes aux Français au cours de la décennie suivante,. La pacification des zones tribales restantes au Maroc français est achevée en 1934, bien que de petits gangs armés de bandits aient continué à attaquer les troupes françaises dans les montagnes jusqu'en 1936. L'opposition marocaine à la domination française s'est poursuivie, un plan de réforme et de retour à la domination indirecte est publié par le Comité nationaliste d'action marocaine (CAM) en 1934, avec des émeutes et des manifestations importantes en 1934, 1937, 1944 et 1951,. La France, n'ayant pas réussi à réprimer les nationalistes en renversant le populaire sultan Mohammed V et menant déjà une sanglante guerre d'indépendance en Algérie, reconnait l'indépendance du Maroc en 1956.